# Northampton, Massachusetts
Northampton är en stad i delstaten Massachusetts i USA. År 2000 hade staden 28 978 invånare och 28 549 2010. Den har enligt United States Census Bureau en area på 92,2 km². Northampton är huvudort i Hampshire County.

## Utbildning
Det kända kvinnouniversitetet Smith College har satt sin prägel på staden. Northampton har fyra "elementärskolor" (Kindergarten till femte klass), en "mellanskola" (sjätte till åttonde klass), och två high schools (nionde till tolfte klass).

## Övrigt
- Den svenska sångerskan Jenny Lind kallade 1851 orten för "Amerikas paradis" och snart kom den att kallas "Paradise City".
- Mirage Studios, där serierna Teenage Mutant Ninja Turtles skapats, är beläget här. I TMNT-serierna besöker ofta sköldpaddorna och Casey Jones Casey Jones' farmors bondgård i Northampton, Massachusetts.[2]
- Webserien Questionable Content utspelar sig i Northampton

### Fotnoter
1. ↑  ”Community Facts” (på engelska). American Factfinder. 13 mars 2010. Arkiverad från originalet den 29 april 2016. https://web.archive.org/web/20160429033623/http://factfinder.census.gov/faces/nav/jsf/pages/community_facts.xhtml. Läst 30 april 2016.
2. ↑  ”Mirage Studios”. Juni 1987. http://miragelicensing.com/comics/mirage/volume01/11/11.html. Läst 31 januari 2012.